# 222-es főút (Magyarország)
A 222-es számú főút Balassagyarmat belterületének északi peremétől a magyar-szlovák országhatárig tart. Hossza csupán 172 méter, ezáltal az egyik legrövidebb olyan magyarországi út, amely főúti besorolással rendelkezik.

## Nyomvonala
Balassagyarmat közigazgatási területén, a város belterületének északi peremén indul, a 22-es főút ottani körforgalmú csonópontjából kiágazva, és a határon a szlovák 527A útba torkollik.

## Története
2013. július 1-től a HU-GO elektronikus útdíjrendszer bevezetésével együtt 12 mellékútból, így a korábbi 2204-es mellékútból is főút lett, ami a 222-es számot kapta.